# Desert Eagle
Desert Eagle je polavtomatska pištola, znana po hranjenju največjih nabojev s sredinskim strelnim orožjem katere koli pištole, ki se sama napaja. Šteje se za pištolo z veliko močjo ustavljanja. Magnum Research Inc. (MRI) je zasnoval in razvil Desert Eagle. Zasnova je bila dodelana in pištole je proizvajala Israel Military Industries (IMI) do leta 1995, ko je MRI pogodbo o proizvodnji preusmeril na Saco Defense v Sacu v Mainu. Leta 1998 je MRI preusmeril proizvodnjo nazaj na IMI, ki je pozneje komercializiral svojo podružnico osebnega orožja pod imenom Israel Weapon Industries. Od leta 2009 se pištola Desert Eagle proizvaja v ZDA v objektu MRI Pillager v Minnesoti. Kahr Arms je leta 2010 prevzel podjetje Magnum Research.

## Podrobnosti oblikovanja
Oblikovanje puščavskega orla sta sprožila Bernard C. White iz podjetja Magnum Research in Arnolds Streinbergs iz inštituta za orožje Riga, ki je januarja 1983 vložil ameriško patentno prijavo za mehanizem za plinsko pištolo. S tem je bila vzpostavljena osnovna postavitev puščavskega orla. Druga patentna prijava je bila vložena decembra 1985, potem ko je IMI Systems (Izraelska vojaška industrija) izpopolnila osnovno zasnovo za proizvodnjo, in to je oblika, ki je šla v proizvodnjo.
Desert Eagle uporablja mehanizem za izmet / komoro s plinom, ki ga običajno najdemo v puškah, v nasprotju s kratkimi vzorci odboja ali povratnega udara, ki jih najpogosteje vidimo pri polavtomatskih pištolah. Ko se sproži krog, se plini prenašajo skozi majhno luknjo v cevi pred komoro. Ti skozi majhno cev pod cevjo potujejo naprej do jeklenke pod sprednjim delom cevi. Drsnik, ki deluje kot nosilec vijaka, ima spredaj majhen bat, ki se prilega temu valju. Ko plini pridejo do jeklenke, bat potisne drsnik nazaj, z velikim zatičem znotraj odmične površine na zadnjem delu vijaka, zaradi česar se vijak zavrti in odklene. Mehanizem na levi strani sornika preprečuje, da bi se sornik prosto premikal, medtem ko se drsnik premika, zaradi česar mora ostati pravilno poravnan s sodom, medtem ko je kabel odprt. Ohišje nenehno pritiska na vzmetni ejektor, dokler ohišje ne zapusti komore in se napetost ejektorja sprosti, zaradi česar se ohišje izvrže in se pri tem sprosti iz sesalnika. Drsnik doseže skrajni zadnji položaj, nato pa se pod napetostjo vzmetnih vzmeti spet pomakne naprej. Spodnji ušesnik vijaka potisne nov krog v komoro, nato se vijak zaskoči in pištolo lahko znova streljamo.

## Variante

### Mark I and VII (Mark 1 & 7)
Mark I, ki se ne proizvaja več, je bil na voljo z ogrodjem jeklo, nerjaveče jeklo ali  aluminijeva zlitina in se razlikuje predvsem po velikosti in obliki varnostnih vzvodov in drsnik. Mark VII vključuje nastavljiv sprožilec (naknadno vgradljiv v pištole Mark I). Mark I in VII sta na voljo v .357 Magnum in .44 Magnum; Mark VII je bil pod okriljem .41 Magnum. Cevi so imele golobji rep  3 ⁄ 8 ", na katerega je bilo mogoče pritrditi nosilec za dodatno opremo. Kasneje so bili v .50 Action Express na voljo modeli Mark VII z {{frac | 7 | 8} } "Tirnica z vzorcem tkalca na cevi; .50 Mark VII bo kasneje postal Mark XIX. Dolžine cevi so bile 6, 10 in 14 palcev.

### Mark XIX (Mark 19)
Najnovejši model, Mark XIX, je na voljo v .357 Magnum, .44 Magnum,  429 DE (predstavljen leta 2018) in [[.50 Action Express] ] (ali .50 AE). Ta model je na voljo v različnih izvedbah, na primer brušeni krom ali titanovo zlato. Magnum Research je ta model ponudil v .440 Cor-Bon kalibar, primeru izpeljan .50 AE. Decembra 2000 je bilo v ZDA uvoženih manj kot 500 prvotnih .440 puščavskih orlov Cor-Bon, ki so na levi spodnji strani cevi označeni s številko, ki je dvakrat večja od ostalih kalibrov in brez predhodnega obdobja. . Število sodov .44 Magnum je bilo prekomerno izdelanih za proizvodnjo .440 sodov iz ogljika, vendar jih je mogoče prepoznati po necentriranem ".440" (z obdobjem), ki je bil ustvarjen z dodajanjem končnih 0 prvotni oznaki sodov.